# Allochrusa takhtajanii
Allochrusa takhtajanii е вид растение от семейство Карамфилови (Caryophyllaceae). Видът е критично застрашен от изчезване.

## Разпространение
Разпространен е в Армения.